# Storia dell'Arabia Saudita
Alla storia dell'Arabia Saudita concorrono le più diverse e disparate popolazioni per un arco di tempo di circa 5 000 anni.

## Preistoria

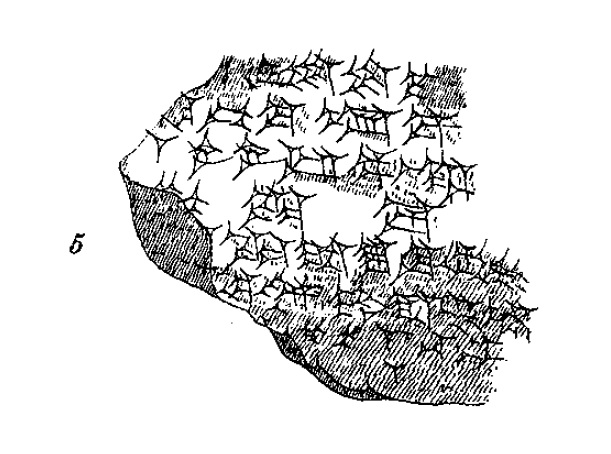
Corrispondenza tra Ilī-ippašra, governatore di Dilmun, e Enlil-kidinni, governatore di Nippur, c. 1350 a.C.

Le prime esplorazioni archeologiche condotte nei primi anni 1970 avevano messo in evidenza un popolamento antico della penisola, con siti abitativi e monumenti mortuari. Le scoperte della metà degli anni 1980 vennero a confermare che delle tribù di Homo erectus delle gole d'Olduvai, nell'Africa orientale, avevano portato in Arabia la loro cultura oldovanaia circa un milione di anni fa. Gli utensili della fine del Paleolitico e del Neolitico, trovati nel Rub' al-Khali, vi sono stati lasciati da cacciatori o coloni venutisi ad installare presso il lago, oggi deserto:  una prima ondata ebbe luogo 17 000 anni fa, seguita da una seconda 10 000 anni fa ed una terza 5 000 anni fa. Nel periodo neolitico, nell'altopiano del Najd sud-occidentale si sviluppò la cultura di Magar, una delle prime civiltà in cui si verificò l'allevamento di animali, in particolare il cavallo. ma sono stati trovati nella forma di statuine in pietra o pitture rupestri anche pecore, capre, cani, in particolare della razza Saluki, struzzi, falconi e pesci, risalenti in base alla datazione al radiocarbonio a circa 9 000 anni fa. Le scoperte in questo sito mostrarono l'importanza di questa civiltà prima ignota, contribuendo anche ad approfondire come per effetto del clima le società di cacciatori e raccoglitori divennero sedentarie, facendo uso delle risorse naturali a loro disposizione, ed intrapredendo la domesticazione di piante ed animali. Nella regione nord-occidentale dell'Arabia sono state in seguito scoperte pitture rupestri di cani domestici, risalenti a 8 000 anni fa, che costituiscono le più antiche pitture di cani.

## Storia preislamica

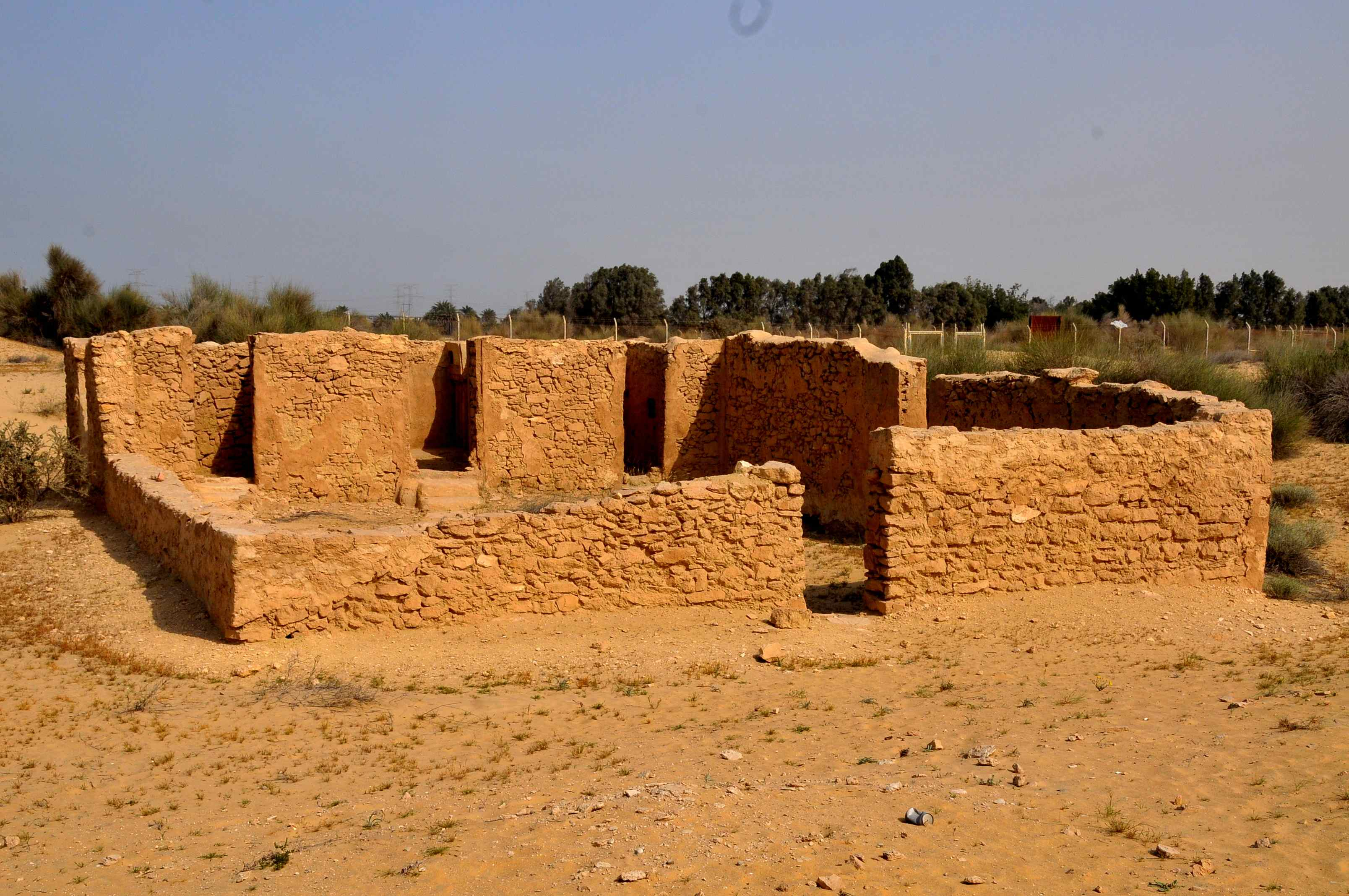
Chiesa cristiana del IV secolo presso Jubail, scoperta nel 1986. Originariamente apparteneva alla Chiesa orientale (nestoriana).

La penisola fu caratterizzata dalla presenza di tribù arabe, che erano sia cristiane, sia ebree e probabilmente una minoranza di popoli di origine greca. Gli abitanti della penisola sono in parte dei sedentari che vivono in piccoli agglomerati urbani, generalmente formati attorno ad un corso d'acqua, di una sorgente o anche di un'oasi, ed in parte dei nomadi, beduini, che vivevano in accampamenti di tende nel deserto.

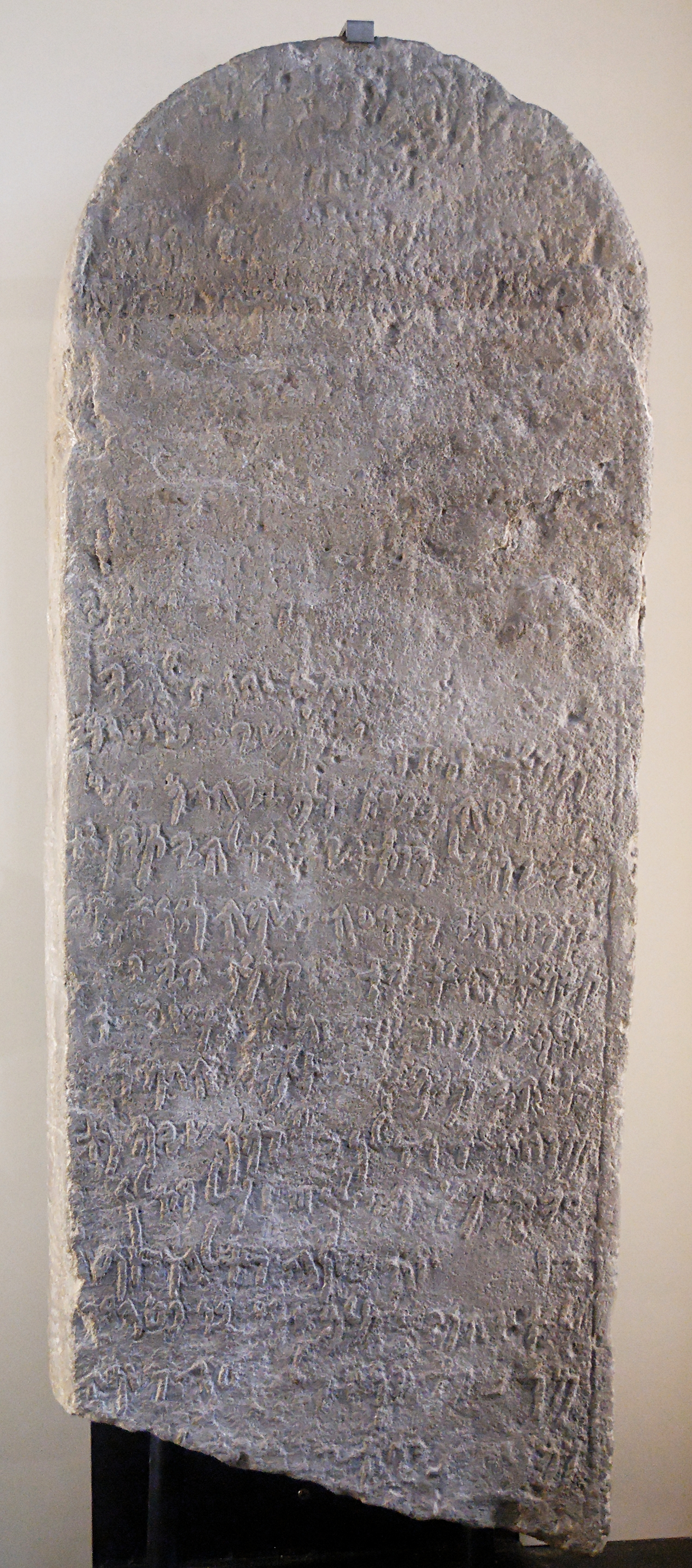
iscrizione aramaica nell'antica città di Tayma VI sec. a.C.)

Lungo le coste del Golfo Persico, un importante centro di commercio, contemporaneo di Assiri e dell'Antico Egitto, fu Dilmun, che all'apice del suo potere controllava le rotte commerciali del Golfo e regnava sulla parte orientale della penisola Arabica. La più antica iscrizione che menziona il nome Dilmun è quella del re di Lagash Ur-Nanshe (c. 2300 a.C.), ove si legge che "le navi di Dilmun gli portarono legna come tributo da terre straniere". 
 
La regione occidentale dell'Hejaz fu invece abitata, circa dal primo millennio a.C., dal popolo dei Thamudeni, come testimoniato dalle oltre 9 000 iscrizioni rinvenute.

Sempre in Arabia nord-occidentale, vi fu anche il regno di Lihyan (Arabo: لحيان), corrispondente alla biblica Dedan, noto per le sue iscrizioni in lingua nord-arabica risalenti ai secoli VI-IV a.C. 

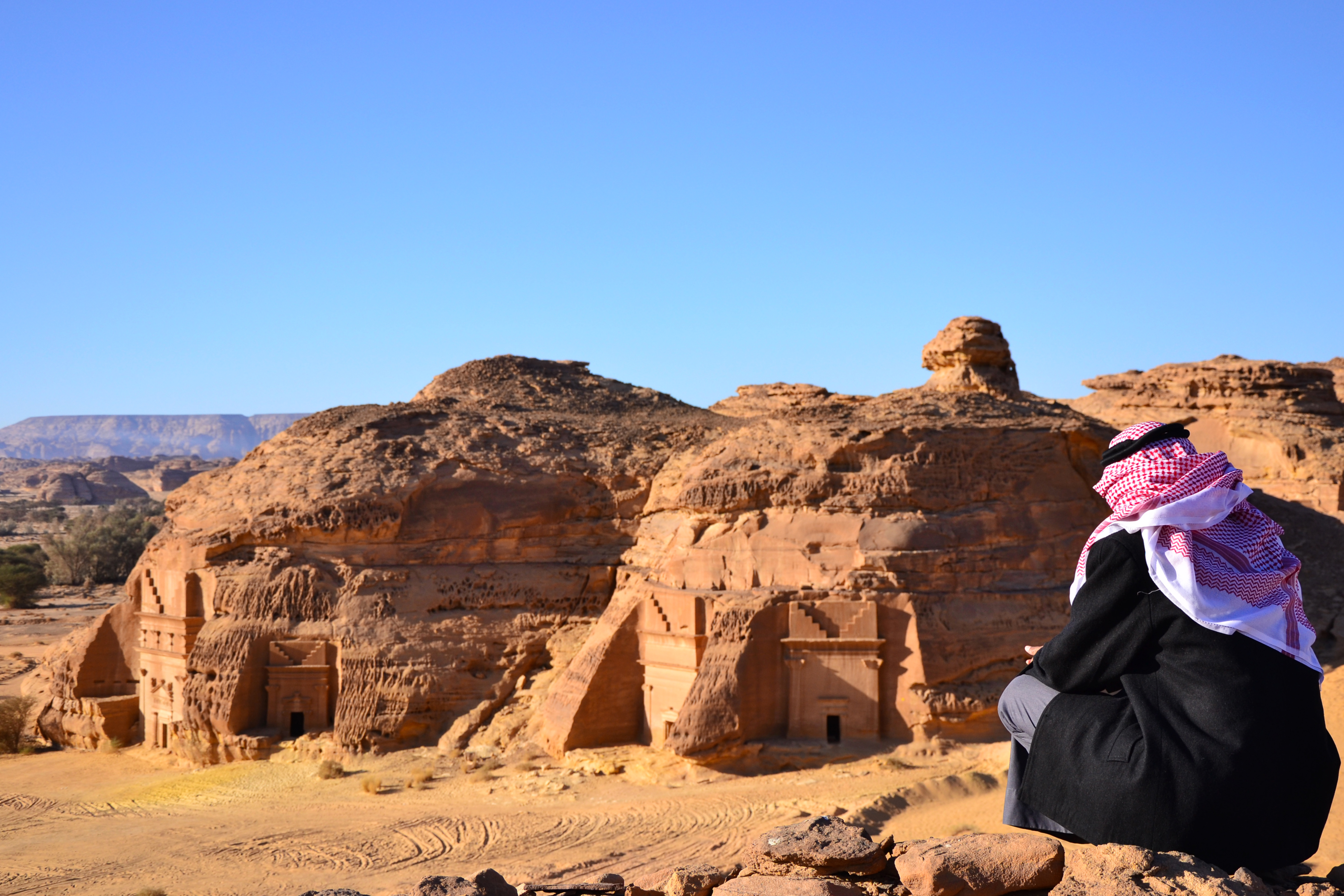
L'antico sito archeologico di Mada'in Salih

Loro successori furono i Nabatei, i cui insediamenti diedero il nome di Nabatene alla zona al confine tra Arabia e Siria, dall'Eufrate al mar Rosso, la cui rete di commerci a maglie larghe, basata su serie di oasi da loro controllate in cui si praticava un'agricoltura intensiva su aree limitate, e sulle strade che le connettevano, non aveva confini definiti rispetto al circostante deserto. La città presumibilmente capitale del regno fu Raqmu, in seguito nota come Petra.
L'imperatore romano Traiano conquistò infatti il regno Nabateo annettendolo all'impero romano, dove la loro cultura, identificata dalle loro caratteristiche ceramiche dipinte, divenne parte della più ampia cultura greco-romana. Questo popolo fu in seguito anche convertito al cristianesimo. La scrittrice Jane Taylor li descrive come "uno dei popoli più dotati del mondo antico". 
L'Arabia centrale ebbe invece una storia separata, in quanto vi si stabilirono diversi regni tribali, tra cui la posizione dominante spettava ai re di Kindah, cui capitale era Qaryat Dhāt Kāhil, odierna Qaryat al-Fāw, benché non si trattasse di un vero e proprio potere coercitivo, come di un'autorità centrale costituita, ma piuttosto un'influenza su un numero di tribù associate in virtù di un primato personale.

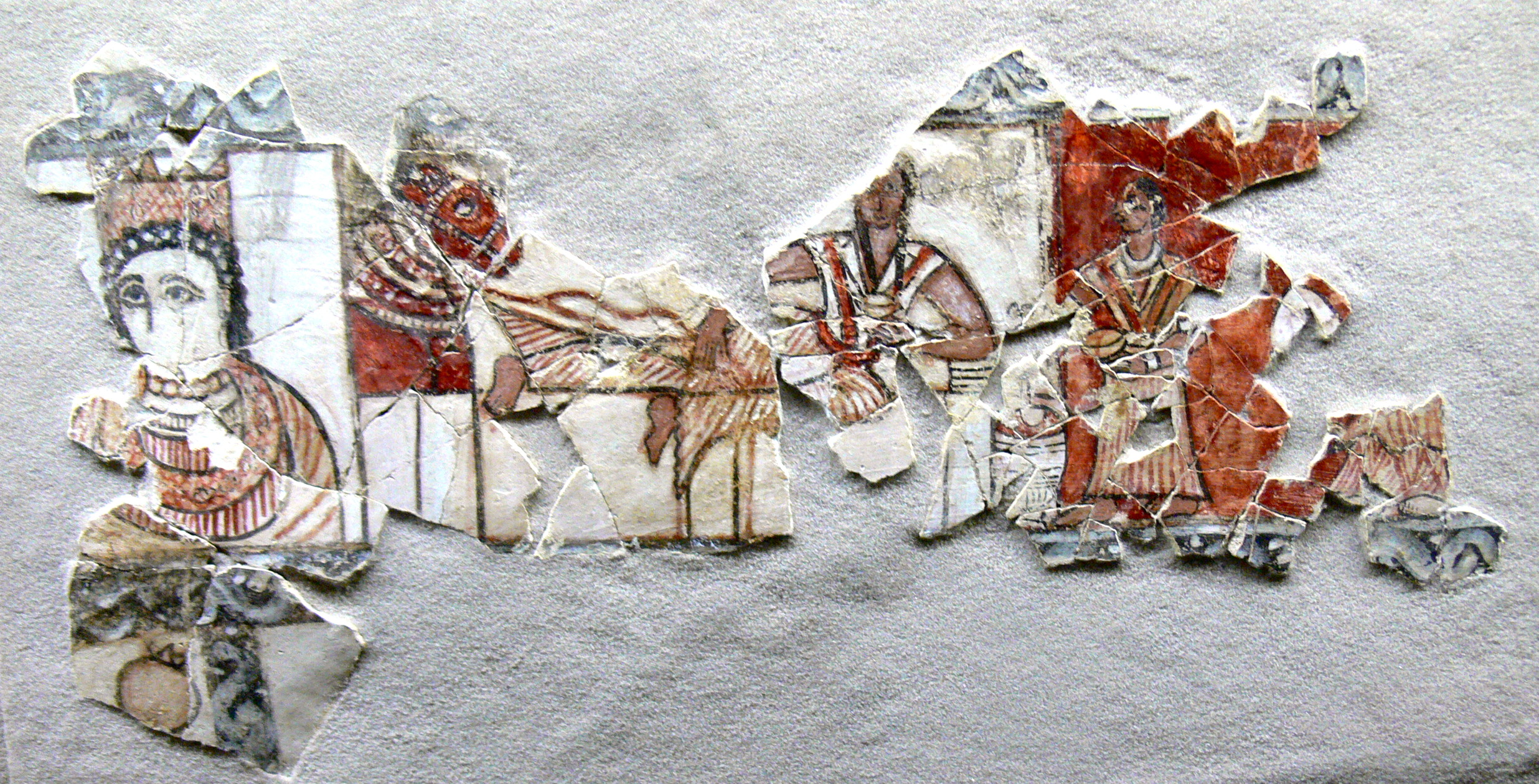
Frammento di pittura muraria che mostra un re di Kindah, I sec. d.C.

## Storia islamica
Nel VI secolo gli Arabi sono divisi in molte tribù e clan rivali, unite soltanto da una lingua semitica comune, l'arabo. Esse operano delle razzie militari contro l'impero bizantino al nord, ma per il resto la penisola è protetta dalla barriera naturale del deserto, in particolare nella parte settentrionale e centrale. La Mecca, città di commercianti e soprattutto centro religioso, è un punto di passaggio tra lo Yemen ed il Medio Oriente per molte carovane. Predicando una religione monoteista in continuità con giudaismo e cristianesimo, Maometto scampa all'uccisione nel 622 ed emigra verso Medina. Questo esodo, chiamato egira, andrà a costituire per la nascente storiografia musulmana l'anno 1 del calendario musulmano. Nella città di Medina, le tribù affidano a Maometto il potere politico, in virtù del suo ruolo di guida spirituale per i nuovi credenti monoteisti. Maometto svolgendo un ruolo di arbitro perviene ad unificare le tribù arabe attraverso la fede nell'islam, unificando la penisola arabica. Maometto diventa allora legislatore, organizza l'amministrazione del nascente Stato e istituisce una tassa a favore dei bisognosi, la Zakat. Alla sua morte i suoi successori, i califfi, espandono rapidamente la religione musulmana, che nel 683 è esteso dalla Persia al Marocco.

### Il califfato
L'emergere della religione islamica e la conseguente crescita dell'importanza delle città di Medina e Mecca per la religione islamica diedero ai governatori di questi luoghi un ruolo di primaria importanza nella vita politica e sociale della penisola.
Ma allorché, alla fine del VII secolo, il centro del potere politico e militare dell'islam passa da Medina a Damasco, e in seguito a Baghdad, il ruolo dell'Hejaz e dell'Arabia in generale entra in un declino di diversi secoli, durante i quali la maggior parte dell'Arabia diventa una zona di frontiera, isolata e frammentata in tribù rivali. 
Con la caduta del califfato abbaside nel 1258, l'autorità sui luoghi santi dell'Hejaz passa in mano ai Mamelucchi d'Egitto, e in seguito ai Turchi Ottomani, quando essi conquistarono l'Egitto nel 1517. 
Contemporaneamente, l'interno della penisola conobbe una storia separata, con la nascita di importanti clan rivali tra loro, come i Rāshid e i Saʿūd, che fondarono il regno del Nejd nell'altopiano dell'Arabia centrale, con capitale Riyad.

## Primo Stato Saudita

Bandiera dal primo Stato Saudita (1744-1818)

### L'emirato di Muḥammad ibn Saʿūd
Nel 1744 (1157 A.H.) l'Imam Muḥammad ibn ʿAbd al-Wahhāb ed il principe Muhammad ibn Sa'ud (1726-1765) crearono un'alleanza per costituire un'entità politica e religiosa allo scopo di ripulire la penisola Arabica da pratiche eretiche e deviazioni dall'ortodossia dell'Islam, secondo il loro punto di vista. Questo sforzo congiunto fu visto dai wahhabiti come il restauro delle credenze di base nel Tawḥīd, e molti salafiti lo ritennero l'inizio del più ampio movimento revivalista. Pratiche come l'offerta di preghiere a figure di santi, fare pellegrinaggi a tombe e moschee speciali, venerare alberi, grotte e pietre vennero eliminate in virtù di questa regola. Dall'istituzione del Primo Stato Saudita nessuna di queste pratiche venne più eseguita in Arabia Saudita. Nel 1744, sia Muḥammad ibn ʿAbd al-Wahhāb che Muhammad ibn Sa'ud giurarono di raggiungere il loro obiettivo. Il matrimonio fra il figlio di Saud, Abd al-Aziz ibn Muhammed ibn Sa'ud e la figlia dell'imam contribuì a suggellare il patto tra le loro famiglie. La dinastia saudita si insediò nella città di Diriya e si estese in Arabia dapprima conquistando il Najd, e quindi rafforzando la sua influenza su tutta la costa orientale, che va dal Kuwait fino ai confini settentrionali dell'Oman. Inoltre, Sa'ud portò gli altopiani di 'Asir sotto la sua sovranità, mentre Muḥammad ibn ʿAbd al-Wahhāb scrisse moltissimi messaggi agli studiosi per convincerli ad entrare nel jihād, attraverso il dibattito e il lavoro scientifico, allo scopo di rimuovere gli elementi di politeismo che esistevano nei loro paesi come Iraq, Egitto, India, Yemen e Siria. Dopo molte campagne militari, Ibn Saʿūd morì nel 1765, lasciando la leadership a suo figlio ʿAbd al-ʿAzīz.

### L'emirato di ʿAbd al-ʿAzīz
ʿAbd al-ʿAzīz ibn Muḥammad (1765-1803) proseguì l'espansione del regno iniziata da suo padre, fino a prendere il comando degli sciiti nella città santa di Karbala nel 1803. Qui distrussero lapidi di santi e monumenti, che l'ala conservatrice salafita dell'Islam considerava atti di politeismo. Alla sua morte, undici anni dopo quella dell'imam Muḥammad ibn ʿAbd al-Wahhāb, la leadership del regno passò a suo figlio Sa'ud.

### L'emirato di Sa'ud
Saʿūd ibn ʿAbd al-ʿAzīz (1803-1814) mise insieme un esercito per portare la regione dell'Hegiaz sotto il suo governo. Ta'if fu la prima città ad essere conquistata, e successivamente caddero le città sante della Mecca e di Medina, sotto l'autorità dell'Impero ottomano dal 1517. Pertanto gli Ottomani affidarono il compito di indebolire il potere dei Sa'ud al potente pascià di Egitto, Mehmet Ali. Ciò diede avvio alla guerra ottomano-saudita, nella quale Mehmet Ali inviò le sue truppe nella regione dell'Hegiaz via mare, guidate da suo figlio, Ibrāhīm Pascià, fin nel cuore del Najd, conquistando città dopo città.

### L'emirato di ʿAbd Allāh
ʿAbd Allāh ibn Saʿūd (1814-1818), figlio e successore di Saʿūd, fu incapace di impedire la riconquista della regione. Alla fine, Ibrahim raggiunse la capitale saudita a Dirʿiyya e la pose sotto assedio per diversi mesi fino alla resa dell'inverno del 1818. Ibrahim fece prigionieri molti membri del clan Al Saud e Wahhabiti, e li inviò in Egitto e nella capitale ottomana. Prima di partire ordinò la distruzione sistematica di Dirʿiyya, le cui rovine rimasero intoccate per sempre. ʿAbd Allāh ibn Saʿūd venne decapitato nella capitale ottomana di Istanbul e la sua testa mozzata gettata nelle acque del Bosforo, segnando così la fine dell'Emirato di Dirʿiyya o Primo Stato Saudita. Mushari ibn Saʿūd, un fratello dell'emiro ʿAbd Allāh ibn Saʿūd, tentò di riconquistare il potere nel 1819, ma fu catturato dagli egiziani e ucciso.
Turkī ibn ʿAbd Allāh ibn Muḥammad, un nipote del primo emiro saudita Muḥammad ibn Sa'ud, riuscì invece a sfuggire alla cattura dagli egiziani. Nel 1824 egli fu in grado di espellere le forze nemiche e i loro alleati locali da Riyad e dai suoi dintorni ed è considerato il fondatore della seconda dinastia saudita.

## Secondo Stato Saudita

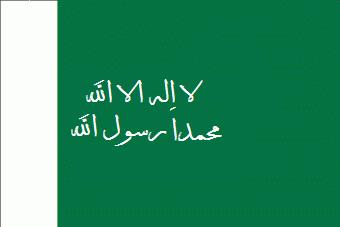
Bandiera del secondo Stato Saudita (1824-1891)

### L'emirato di Turki
Turkī ibn ʿAbd Allāh ibn Muḥammad (1824-1834), conquistata Riyad agli egiziani, la stabilì come capitale del secondo stato saudita, e vi richiamò molti parenti che erano sfuggiti alla prigionia in Egitto, tra cui suo figlio Fayṣal. Anche questo Stato riconobbe la sovranità formale dell'Impero ottomano, cui pagava un modesto tributo annuale. Nel 1834 Turki fu assassinato da Mishari ibn Abd al-Rahman, un lontano cugino, ma suo figlio Faysal cinse d'assedio Riyad e lo fece giustiziare.

### L'emirato di Faysal
Fayṣal ibn Turkī (1834-1838) fu il sovrano più importante del secondo regno saudita. Nel 1838, tuttavia, egli dovette affrontare una nuova invasione del Najd da parte degli egiziani, la popolazione locale non fu disposta a resistere e Fayṣal fu sconfitto e portato in Egitto come prigioniero una seconda volta.
Gli egiziani misero al potere Khālid ibn Saʿūd (1838-1843), l'ultimo fratello superstite di ʿAbd Allāh ibn Saʿūd e pronipote di Muhammad ibn Sa'ud, che aveva trascorso molti anni nella corte egiziana. Khālid si installò a Riyad ed era sostenuto dalle truppe egiziane. Nel 1840, tuttavia, i conflitti esterni costrinsero gli egiziani a ritirare tutte le loro milizie dalla penisola araba, lasciando Khalid con poco sostegno. Visto dalla maggior parte degli abitanti del luogo come niente di più che un governatore egiziano, Khalid fu rovesciato poco dopo da ʿAbd Allāh ibn Thuniyyan, appartenente al ramo ĀA Thuniyyan della famiglia Āl Saʿūd.
Fayṣal ibn Turkī (1843-1865) venne liberato in quell'anno e, aiutato dagli emiri di Ha'il, della dinastia Al Rashid, fu in grado di riconquistare Riyad e tornare al potere. In seguito nominò suo figlio ʿAbd Allāh principe ereditario e divise i suoi domini tra i suoi tre figli: Abd Allah, Sa'ud e Muhammad. Alla sua morte nel 1865, gli succedette suo figlio ʿAbd Allāh.

### L'emirato di ʿAbd Allāh e di Saʿūd
ʿAbd Allāh ibn Fayṣal (1865-1871) succedette al padre Fayṣal, ma fu presto sfidato da suo fratello Saʿūd ibn Fayṣal (1871). I due fratelli combatterono una lunga guerra civile e la sovranità su Riyad fu a lungo contesa, in seguito anche con un altro fratello ʿAbd al-Raḥmān ibn Fayṣal (1889-1891).
Approfittando del conflitto dinastico in corso tra i figli di Fayṣal, l'emiro di Hāʾil, Muḥammad ibn ʿAbd Allāh ibn Rāshid, in precedenza vassallo dello Stato saudita, intervenne nel conflitto e aumentò il proprio potere. A poco a poco, ibn Rāshid estese la sua autorità su gran parte del Najd, conquistando infine la capitale saudita Riyad, con la battaglia di Mulayda del 1891, espellendo definitivamente dal Najd l'ultimo re saudita, ʿAbd al-Raḥmān ibn Fayṣal.

## Emirato di Jebel Shammar

bandiera dell'emirato del Jebel Shammar (1891-1921)

A causa delle lotte dinastiche tra i figli di Faysal, la dinastia saudita soccombette alla dinastia Al Rashid degli emiri di Ha'il, fondatori dell'emirato del Jebel Shammar, che incorporò l'emirato del Najd. I Rashīd furono alleati dell'Impero ottomano, mentre i Saʿūd furono in esilio in Kuwait.
Nel 1902, ʿAbd al-ʿAzīz ibn Saʿūd riuscì a riconquistare Riad, ricostituendo il Terzo Stato saudita, e diede inizio ad una campagna militare contro i Rashīd per riconquistare il Najd. La guerra nella regione di al-Qassim vide la sconfitta dei Rashīd e la morte del loro emiro ʿAbd al-ʿAziz ibn Mutʿib il 12 aprile 1906.
ʿAbd al-ʿAzīz ibn Saʿūd trovò l'appoggio degli Inglesi, a causa della loro conflittualità con il decadente Impero ottomano, e a seguito della sua dissoluzione al termine della Grande guerra, ebbe facile gioco a conquistare al-Hāʾil, capitale dell'emirato di Jebel Shammar, che venne definitivamente incorporato nel sultanato saudita di Najd il 2 novembre 1921.

## Regno hascemita dell'Hegiaz

bandiera del regno hascemita del Higiaz (1916-1926)

Nel 1916, durante la Grande Guerra, i britannici favorirono la proclamazione, nei possedimenti ottomani dell'Arabia occidentale, Hegiaz, della monarchia hascemita da parte dello Sceriffo della Mecca al-Ḥusayn ibn ʿAlī. Negli anni successivi al termine della guerra, l'espansione del sultanato saudita del Najd da parte di ʿAbd al-ʿAzīz ibn Sa'ud portò inevitabilmente a uno scontro con il regno hascemita dell'Hegiaz, che fu infine conquistato dai Sa'ud nel 1925, sotto il cui governo continuò ad esistere fino all'unificazione dell'Arabia saudita nel 1932.

## Terzo Stato Saudita
A seguito della conquista di Riyad da parte della dinastia Rashid nel 1891, ʿAbd al-Raḥmān ibn Fayṣal fuggì in Kuwait.  Nel gennaio 1902, suo figlio ʿAbd al-ʿAzīz con l'appoggio dell'emiro del Kuwait riconquistò l'antica capitale Riyāḍ ai Rashid, fondando l'Emirato del Najd e di al-Ahsa, o Emirato di Riyad, che fu l'inizio del Terzo Stato saudita.

### Il regno di ʿAbd al-ʿAzīz
ʿAbd al-ʿAzīz Āl Saʿūd (1902-1953), dopo aver conquistato Riyad nel 1902, negli anni seguenti sottrasse alla dinastia dei Rāshid il resto del Najd, sconfiggendoli definitivamente nel 1921, e fondando il Sultanato del Najd, come monarchia ereditaria della dinastia Āl Saʿūd. Egli conquistò anche le dipendenze di al-Hasa e Qaṭīf, e l'Emirato di ʿAsīr.
L'8 gennaio 1926 ʿAbd al-ʿAziz divenne anche re del Hijaz, dopo averlo conquistato alla dinastia hascemita, e in seguito a ciò modificò il titolo di Sultano in quello di re di Najd, il 29 gennaio 1927, e il suo regno venne conosciuto come Regno di Hijaz e Najd, di cui il Regno Unito riconobbe l'indipendenza con il Trattato di Gedda del 20 maggio 1927.
Con una serie di trattati furono definiti i confini del regno saudita con i confinanti Stati di Giordania, Iraq e Kuwait, con la creazione di due zone neutrali, una con l'Iraq ed una con il Kuwait. Il confine meridionale con il Regno Mutawakkilita dello Yemen fu invece definito con il Trattato di Ṭāʾif nel 1934, dopo dieci anni di guerra.
Nel 1932 le due regioni di Hegiaz e Najd vennero unificate sotto il regno dell'Arabia Saudita, per una popolazione di circa 9 milioni di abitanti. 

bandiera del regno dell'Arabia Saudita (1932)

Nel 1933 il re firmò la concessione petrolifera alla compagnia monopolista americana Aramco controllata dalla Socal.
Re ʿAbd al-ʿAzīz morì nel 1953. Gli succedette il figlio maggiore Saʿūd.

### Il regno di Saud
Saʿūd (1953-1964) regnò per undici anni. Nel 1958, re Saʿūd fu persuaso per difficoltà finanziarie a nominare Primo Ministro il fratellastro Faysal, già Ministro degli Esteri. Tuttavia, dal 1960 al 1962 Saʿūd riprese il controllo degli Affari interni.
Nel 1962 Faysal promosse un'ampia serie di riforme economiche per lo sviluppo del Paese.
Nel 1962 scoppiò una guerra civile in Yemen tra la corona yemenita e i ribelli repubblicani, che volevano rovesciarla, sostenuti militarmente dalla Repubblica Araba Unita; la monarchia Saudita rimase leale alla corona yemenita, innescando un periodo di tensione con il rivale regionale.
Nel 1964 Saʿūd fu costretto ad abdicare in favore del fratello Faysal.

### Il regno di Fayṣal

Cartina approssimativa dei territori oggetto dello scambio tra Giordania ed Arabia Saudita nel 1965.

Fayṣal (1964-1975), già Primo Ministro, fu proclamato re dai membri della famiglia reale e da leader religiosi, secondo una pratica elettiva che divenne canonica per i monarchi successivi. 
Nel 1965 l'Arabia Saudita e la Giordania modificarono i rispettivi confini con uno scambio di territori, nel quale la Giordania cedette una relativamente ampia porzione interna desertica in cambio di una striscia di terra costiera nei pressi di ʿAqaba. Nel 1967 terminò anche la tensione con la Repubblica Araba Unita, a seguito del ritiro dei militari egiziani dallo Yemen. Sempre nel 1967, in occasione dello scoppio della guerra dei sei giorni, che vide contrapporsi Israele ai Paesi arabi confinanti, il governo, pur restando neutrale per via della storica alleanza con gli Stati Uniti, che appoggiavano Israele, erogò nondimeno finanziamenti ai Paesi arabi in guerra contro Israele, e si lamentò più volte con gli Stati Uniti chiedendo che svolgessero un ruolo di mediazione tra Israele e i Palestinesi.
Nel 1971 l'Arabia Saudita e il Kuwait stipularono un accordo per lo sfruttamento comune della zona neutrale di confine, con un utilizzo condiviso delle risorse di petrolio presenti nell'area. Nel 1973, a seguito della guerra del Kippur, l'Arabia Saudita partecipò al boicottaggio arabo contro i Paesi occidentali, colpevoli di sostenere Israele, sospendendo la vendita di petrolio a tali Paesi. Il blocco provocò un notevole aumento del prezzo del petrolio che scatenò la crisi petrolifera del 1973.
Nel 1974 l'Arabia Saudita e gli Emirati Arabi Uniti raggiunsero un accordo di massima per la definizione del confine, a tutt'oggi mai perfezionato, mentre non fu mai definito il confine con l'Oman.
Nel 1975 re Fayṣal fu assassinato da un nipote, che venne giustiziato dopo un'inchiesta che lo vide come unico responsabile.

### Il regno di Khālid
Khālid (1975-1982) successe al fratello Fayṣal nel ruolo di Re e Primo Ministro, mentre un altro fratello, Fahd, fu nominato Principe ereditario e vice-Primo Ministro.

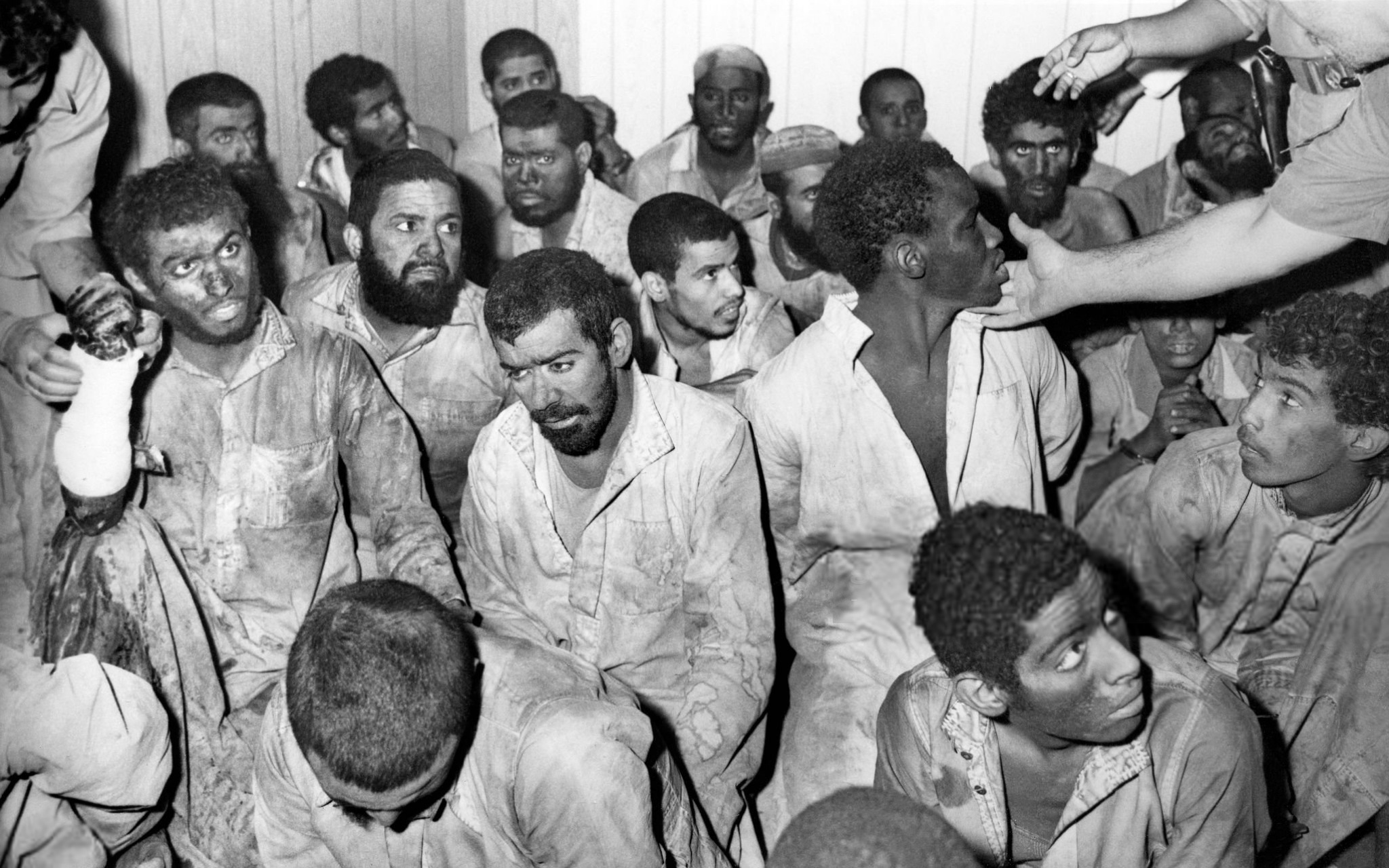
Gli occupanti sopravvissuti alla occupazione della Grande Moschea della Mecca,1979

Il 7 gennaio 1975 era stato revocato il blocco della vendita del petrolio, il cui prezzo maggiorato a seguito della crisi, aumentò notevolmente le entrate saudite dalla vendita dello stesso, con gran beneficio per la ricchezza interna nazionale. Così, grazie ai grossi introiti petroliferi, si ebbe il "miracolo economico" dell'Arabia Saudita, un rapido sviluppo economico e sociale, durante il quale le città e le infrastrutture assunsero un aspetto occidentale, e l'educazione fu modernizzata. Tuttavia ciò incontrò anche forti resistenze da parte della popolazione più tradizionalista.
Nel 1979 a seguito della Rivoluzione islamica in Iran, il nuovo regime iraniano cominciò ad accusare i governi della penisola araba di essere corrotti ed alleati degli occidentali, facendo presa anche su alcuni sudditi sauditi, soprattutto nella provincia sciita orientale (che è anche l'area in cui si trova la maggior parte dei pozzi di petrolio), dove vi furono rivolte nel biennio 1979-1980. Anche alla Mecca alcuni estremisti islamici protestarono contro il regime, che accusavano di essere corrotto, occupando la Grande Moschea. Lo sgombero degli occupanti pose dei problemi religiosi, perché non era lecito combattere nello spazio più sacro dell'Islam, tuttavia dopo che gli occupanti spararono i primi colpi, gli ʿulamāʾ emisero una fatwā che autorizzava il governo ad usare la forza per liberare la Moschea. Il governo fu accusato anche di aver chiesto l'aiuto di forze speciali francesi (dunque non musulmane) per liberare la Moschea, cosa che avrebbe costituito una profanazione, ma il governo negò il fatto.
Di fronte all'affermazione dell'islamismo radicale, il re reagì imponendo una maggiore osservanza dei precetti islamici, ad esempio ordinando la chiusura dei cinematografi, ed affidando agli ʿulamāʾ un ruolo importante nello Stato. In tal modo, l'islamismo radicale continuò a crescere.
Nel 1980 il governo saudita divenne l'unico proprietario della compagnia petrolifera monopolista Aramco, che fu ribattezzata Saudi Aramco.
Nel 1981 Arabia Saudita ed Iraq stipularono un accordo, poi perfezionato nel 1983, per la spartizione della zona neutrale al confine.
Nel giugno 1982 re Khālid morì, lasciando come successore designato il fratello Fahd.

### Il regno di Fahd
Fahd (1982-2005) divenne Re e Primo Ministro dell'Arabia Saudita senza incontrare opposizioni, mentre un altro suo fratello, ʿAbd Allāh, già ministro della Guardia Nazionale, fu nominato Principe ereditario e vice-Primo Ministro.
Sotto il regno di Fahd l'economia saudita subì un netto arresto a causa del calo mondiale del prezzo del greggio. Il regno si mantenne neutrale nel conflitto Iran-Iraq, sebbene abbassò il prezzo di vendita del greggio saudita, su pressione degli USA, scontrandosi ripetutamente con l'Iran in seno all'OPEC, e finanziò l'Iraq per evitare una vittoria iraniana, che avrebbe portato alla rivolta degli sciiti della provincia orientale. Nel 1982, Re Fahd si propose come mediatore nel conflitto, ma l'Iran non accettò questa mediazione. Nello stesso anno, l'Arabia Saudita e le altre cinque nazioni del Golfo Persico formarono il Consiglio di Cooperazione del Golfo (CCG), un'organizzazione volta alla promozione della pace, dello sviluppo sociale ed economico nell'area.

#### La prima Guerra del Golfo
Nell'agosto 1990 le truppe di Saddam Hussein invasero il Kuwait e si ammassarono lungo il confine tra Kuwait ed Arabia Saudita, lasciando temere una successiva invasione del Paese. Re Fahd permise alle truppe statunitensi e della Coalizione di utilizzare il territorio saudita come base delle operazioni contro la minaccia irachena, sebbene molti musulmani radicali sauditi furono contrariati dalla scelta di permettere a degli infedeli l'accesso a un territorio islamico.
Re Fahd giocò un ruolo fondamentale durante il conflitto nel Golfo e nelle fasi successive ad esso. L'Arabia Saudita accolse nel suo territorio la famiglia reale kuwaitiana e circa 400.000 profughi in fuga dai combattimenti. Nel frattempo l'azione diplomatica di re Fahd consentì di rafforzare le forze della coalizione contro l'Iraq e di definire il loro intervento come un'azione multilaterale volta al ripristino della sovranità territoriale del Kuwait.
Egli agì diplomaticamente come portavoce della coalizione, contribuendo a tenere insieme in un fronte unico le forze del CCG all'interno della Coalizione, e si servì del suo ruolo di Custode delle due sacre moschee per persuadere le altre nazioni arabe e di religione islamica a sostenere lo sforzo della coalizione anti-irachena.
Durante il conflitto l'esercito iracheno sparò alcuni missili Scud contro il territorio saudita e riuscì a penetrare all'interno dei suoi confini settentrionali, ma venne subito respinto e scacciato successivamente dal territorio kuwaitiano.

#### Il terrorismo islamico
La presenza dei contingenti occidentali in territorio saudita sollevò feroci proteste da parte di molti musulmani radicali sauditi. Uno dei più noti fu Osama bin Laden, un miliardario saudita espulso nel 1991 dall'Arabia Saudita per la sua opposizione pubblica alla monarchia del Regno e che era stato in precedenza un alleato-chiave degli Stati Uniti per il suo sostegno anti-sovietico contro l'invasione dell'Afghanistan.
La lotta alla presenza occidentale in suolo saudita si organizzò in una campagna terroristica iniziata nel novembre del 1995 con un attentato dinamitardo contro una base della Guardia Nazionale Saudita che causò la morte di sette persone. Nel giugno 1995 un veicolo bomba uccise 19 cittadini americani nelle torri Khobar di al-Khobar.
Nel giugno 2000, l'Arabia Saudita raggiunse un accordo con lo Yemen per il confine, e nel marzo 2001 con il Qatar.
Nel luglio 2005 re Fahd morì, lasciando come successore designato il fratello Abd Allah.

### Il regno di ʿAbd Allāh
ʿAbd Allāh (2005-2015) successe al fratello Fahd come Re dell'Arabia saudita e Primo Ministro, mentre indicò come Principe ereditario il fratellastro Salmān.
ʿAbd Allāh realizzò alcune riforme in diversi campi, come un programma di borse di studio governative che permise di inviare 70 000 studenti all'estero in più di 25 Paesi, tra cui ai primi posti Stati Uniti, Regno Unito e Australia, inoltre rinnovò il Ministero dell'istruzione, nominando un'ex-insegnante formatasi negli Stati Uniti, Nora Al Fayez, come vice ministro e responsabile dell'istruzione femminile.
In ambito economico, Re ʿAbd Allāh incoraggiò lo sviluppo di settori non legati agli idrocarburi, in particolare il turismo religioso, e a tal fine avviò un graduale processo di dialogo religioso per sradicare i pregiudizi che vogliono l'islam legato al terrorismo, divenendo nel 2007 il primo monarca saudita a visitare un Pontefice; chiedendo un "dialogo fraterno e sincero tra i credenti di tutte le religioni", tenendo una conferenza a La Mecca per sollecitare i capi musulmani al dialogo con ebrei e cristiani, e discutendo con studiosi islamici sulla necessità di stabilire un dialogo interreligioso.
L'Arabia Saudita co-organizzò anche una conferenza sul dialogo interreligioso, svoltasi a Madrid nel luglio 2008, e nel novembre 2008 presiedette una discussione all'Assemblea Generale delle Nazioni Unite sulla promozione del dialogo tra le civiltà, che vide la partecipazione di leader mondiali di rilievo tra cui l'ex primo ministro britannico Tony Blair, il presidente israeliano Shimon Peres, il presidente americano George W. Bush e il re Abd Allah II di Giordania.
Inoltre l'Arabia Saudita firmò un accordo con Austria e Spagna per la costituzione del Centro internazionale per il Dialogo Interreligioso e Interculturale Re ʿAbd Allāh a Vienna, inaugurato nel 2012, di cui il Ministro degli Esteri Saudita Saʿūd bin Fayṣal fu il primo Segretario Generale.
D'altra parte, Re ʿAbd Allāh proseguì duramente la lotta al terrorismo interno con arresti, torture e decapitazioni pubbliche.
Nel 2011, a seguito delle proteste svoltesi nel regno, il sovrano annunciò la concessione del diritto di voto alle donne nelle elezioni municipali del 2015, e a gennaio 2013 nominò trenta donne nell'Assemblea Consultiva o Consiglio della Shura, modificando la relativa legge di mandato, stabilendo che almeno il 20 % dei componenti dell'assemblea dovessero essere di sesso femminile.
Nel gennaio 2015 ʿAbd Allāh morì, lasciando come successore designato il fratello Salmān.

### Il regno di Salmān
Salmān (2015-presente) succedette a suo fratello ʿAbd Allāh come re dell'Arabia Saudita, mentre nominò come Principe ereditario il fratellastro Muqrin. Salmān è uno dei sette figli che il re ʿAbd al-ʿAzīz, fondatore dell'Arabia Saudita, ebbe dalla moglie Hassa al-Sudayri. Salmān è ritenuto di tendenza conservatrice, a differenza del suo predecessore, che amava essere conosciuto come un modernizzatore.
Appena salito al trono, il Re si occupò di snellire la burocrazia dello Stato, istituendo due soli Dicasteri, il Consiglio per gli affari politici e la sicurezza, che affidò al nipote Muḥammad bin Nāyef, e il Consiglio per gli affari economici e di sviluppo, che affidò al figlio Muḥammad bin Salmān, già ministro della Difesa. Entrambi ebbero carta bianca nella riorganizzazione completa del governo.

#### Guerra in Yemen
Nel marzo 2015, il re ordinò di bombardare lo Yemen per combattere gli sciiti Huthi, appoggiati dall'Iran, guidando una coalizione di dieci Paesi musulmani a sostegno del governo legittimo, assumendo un ruolo di primo piano nella guerra civile dello Yemen. Questa fu la prima volta che l'aviazione saudita lanciò attacchi aerei contro un altro Paese dopo la prima guerra del Golfo del 1991.

#### Linea di successione
Nell'aprile 2015 il re modificò la linea di successione, nominando il nipote Muḥammad bin Nāyef, già Ministro dell'Interno, come Principe ereditario, e il figlio Muḥammad bin Salmān, già ministro della Difesa, come vice Principe ereditario. Il trono passerebbe a una nuova generazione, per la prima volta da quando nel 1953 la corona passò dal fondatore della dinastia, re ʿAbd al-ʿAzīz, al primo dei suoi figli.
Nel 2016, Muḥammad bin Salmān presentò un piano strategico di riforme economiche, i cui punti centrali erano la trasformazione della Saudi Aramco in una holding e la costituzione di un fondo sovrano di 2000 miliardi di dollari per il lancio di progetti di investimento nei settori del turismo e intrattenimento, per rendere l'economia del regno indipendente dalla produzione e dal prezzo del petrolio.
Nel 2017, il re modificò nuovamente la linea di successione, nominando Muḥammad bin Salmān come Principe ereditario.